# Cyr (album)
Cyr è l'undicesimo album in studio del gruppo musicale statunitense The Smashing Pumpkins, pubblicato il 27 novembre 2020 dalla Sumerian Records.

## Il disco
Annunciato a febbraio 2020 dal leader della band Billy Corgan, che qui veste anche il ruolo di produttore, questo doppio album si sposta verso il genere synth pop degli anni ottanta e rappresenta il secondo volume della serie "Shiny and Oh So Bright". L'uscita dell'album è stata accompagnata dalla pubblicazione della serie animata in cinque parti In Ashes, scritta dallo stesso Corgan, utilizzata come video ufficiale per cinque canzoni dell'album.

## Tracce
Testi e musiche di Billy Corgan.
1. The Colour of Love – 4:24
2. Confessions of a Dopamine Addict – 3:14
3. Cyr – 4:03
4. Dulcet in E – 3:22
5. Wrath – 3:46
6. Ramona – 3:48
7. Anno Satana – 3:50
8. Birch Grove – 3:17
9. Wyttch – 3:44
10. Starrcraft – 4:10
11. Purple Blood – 3:19
12. Save Your Tears – 3:31
13. Telegenix – 3:23
14. Black Forest, Black Hills – 4:42
15. Adrennalynne – 3:42
16. Haunted – 3:11
17. The Hidden Sun – 3:24
18. Schaudenfreud – 3:02
19. Tyger, Tyger – 2:50
20. Minerva – 3:33

## Formazione
The Smashing Pumpkins
- Billy Corgan – voce, chitarra, basso, sintetizzatori
- James Iha – chitarra
- Jeff Schroeder – chitarra
- Jimmy Chamberlin – batteria

Altri musicisti
- Katie Cole – cori
- Sierra Swan – cori

## Critica
Nicholas David Altea di Rumore assegna al disco un voto pari a 59/100 e sostiene che "la retromaniaca (sic.) visione 80's" del disco "sarebbe stata anche interessante, ma così è eccessiva".